# Жінки при Талібані

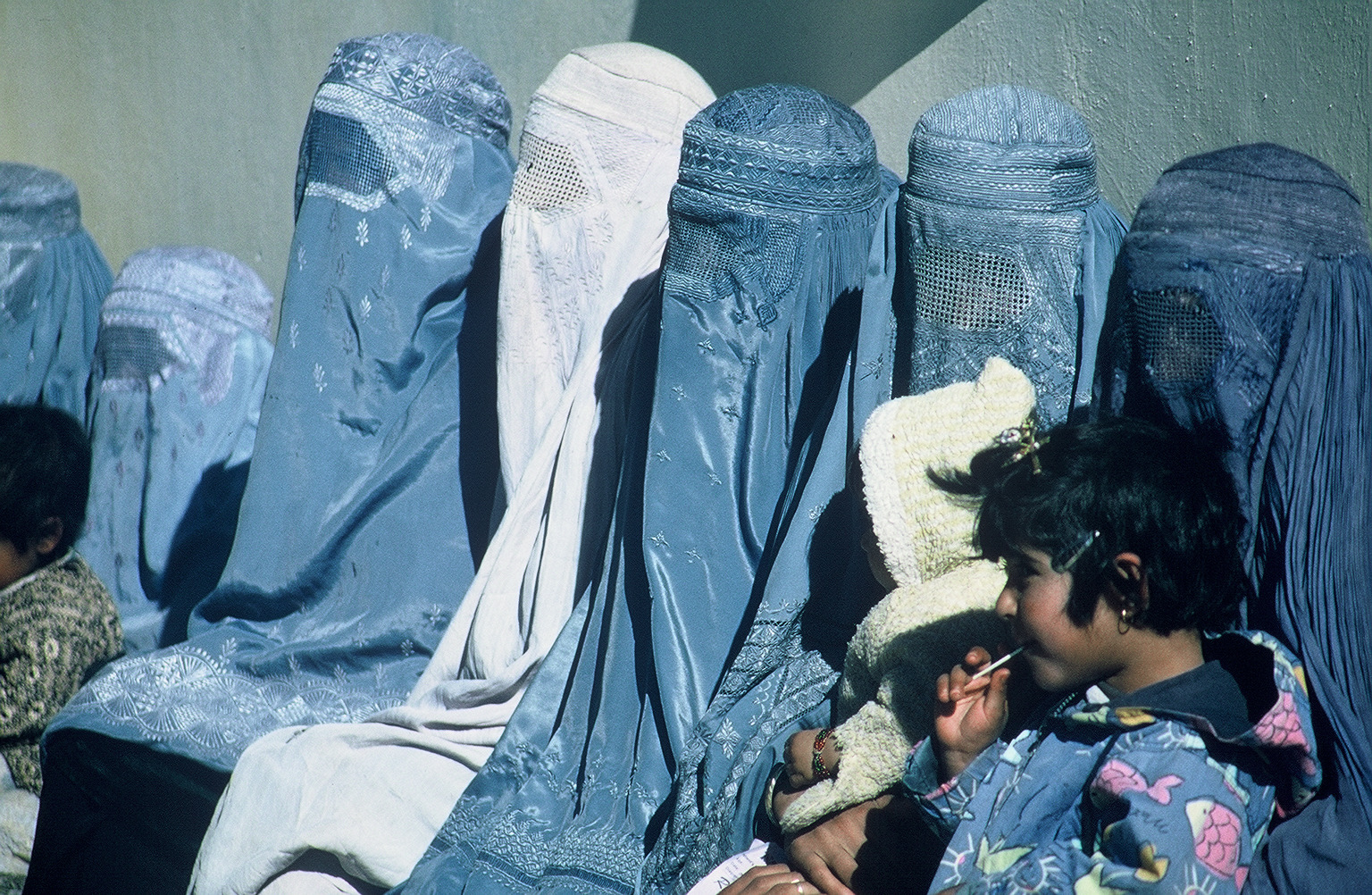
Бурка з обов'язковим покриванням обличчя (одяг, в якому дозволялося ходити жінкам).

Утиски жінок в Арабському Еміраті Афганістан (англ. Taliban treatment of women) — комплекс заходів, ужитих ісламістською організацією Талібан у Ісламському Еміраті в Афганістані, спрямований на обмеження жіночих прав. 
Сегрегацію афганок називають статевим апартеїдом, оскільки жінкам не дозволялося вільно пересуватися, працювати, отримувати освіту після 8 років (до цього дозволялось лише вивчати Коран; за пошук освіти у підпільних школах жінок страчували.), лікуватися у чоловіків (через що здоров'я жіночого населення спіткав колапс), з'являтися на будь-яких заходах, подорожувати. Таліби заохочували примусові шлюби з дівчатками до 16 років. Жінок змушували постійно носити паранджу на публіці, оскільки, за твердженням прес-секретаря талібів, «обличчя жінки є джерелом розбещеності» для чоловіків. За порушення жінок публічно шмагали, катували або страчували.
Незважаючи на базованість на шаріаті, ісламському дрес-коді і пурді, обмеження талібів були дуже спотворені і спрямовані на пряме обмеження прав жінок, оскільки в шаріаті немає закону, за яким жінка зобов'язана ховати обличчя і руки, заборони на самостійне пересування і можливість працювати (шаріат схвалює освіту жінок).
Талібан став міжнародно сумнозвісним за сексизм і насильство проти жінок. За словами талібів, їх мотивом було "створення безпечного середовища для жінок, де вони зможуть зберегти свою гідність і цнотливість". За даними Amnesty International, 80% афганських шлюбів були примусовими.

## Основні обмеження прав жінок

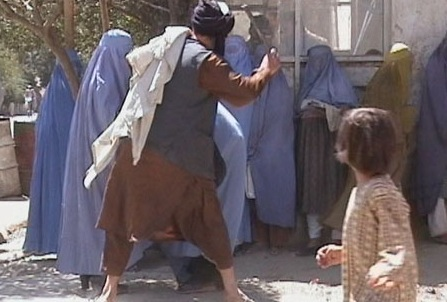
Член Шариатська гвардія талібів публічно б'є жінок 26 серпня 2001 року. Відео зняли члекині Революційної асоціації жінок Афганістану. Повний ролик тут

Починаючи з 8 років, дівчинці не дозволялося контактувати з особами чоловічої статі, якщо це не чоловік або родич (махрам).
- Жінці не дозволялося з'являтися на вулиці без супроводу чоловіка/родича і без бурки (що повністю закриває обличчя і тіло).
- Не дозволялося носити взуття на підборах, оскільки чоловіка, який почує кроки жінки, це може дратувати.
- Жінки не повинні голосно розмовляти в громадському місці. Незнайомець не повинен чути розмови[12].
- Всі вікна перших поверхів будинків повинні були бути зафарбовані/закладені, щоб жінок всередині не було видно з вулиці.
- Жінок не дозволялося фотографувати/знімати на відео, зображення були заборонені в газетах, книгах, журналах і навіть вдома.
- Усі словосполучення, де було присутнє слово «жінка», змінювалися, наприклад «жіночий двір» (women's garden, жіночі простори в садах та парках для навчання, тренувань та спілкування[13]) на «весняний двір»[14].
- Жінкам заборонялося з'являтися на балконах будь-яких будівель, навіть вдома.
- Жінкам заборонялося бути присутніми на радіо, телебаченні і будь-яких заходах будь-якого типу[15].

### Дрес-код

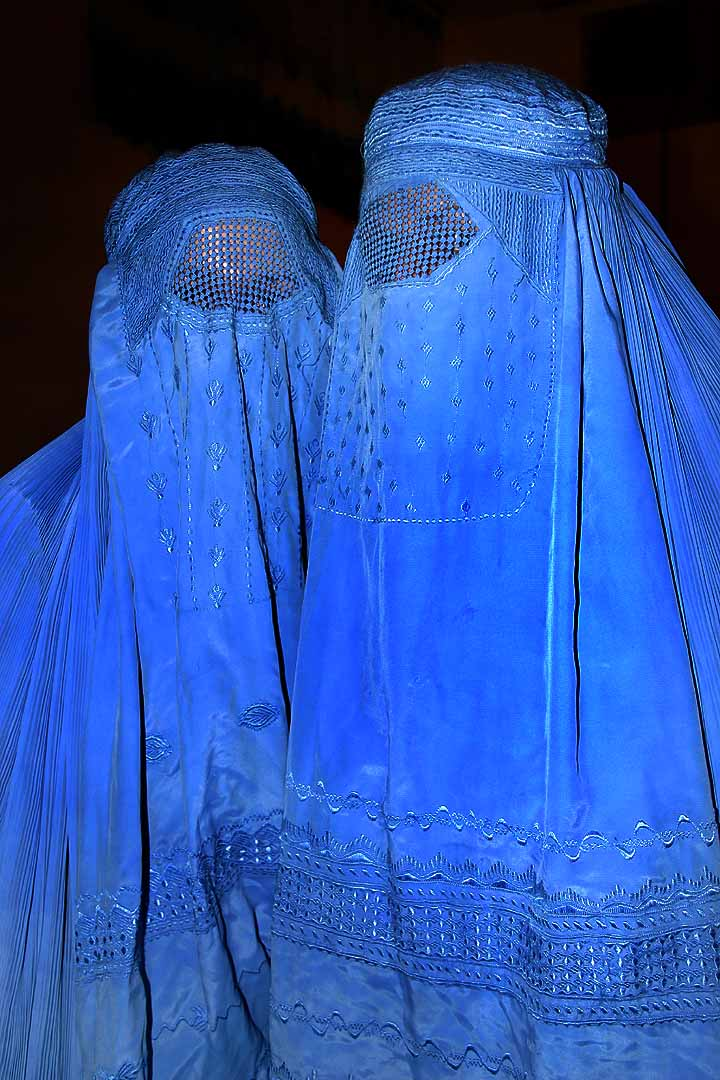
Афганські жінки в бурках

Жінкам заборонялося носити яскравий одяг, оскільки він вважався сексуально привабливим. 
Указ талібів 1996 року свідчить, що жінки, які носять обтягуючий модний одяг і прикраси, ніколи не потраплять на небеса. 
Салони краси опинилися поза законом і були закриті, косметика і лак для нігтів виявилися поза законом. 
Жінки були зобов'язані покривати все тіло, зокрема й обличчя. Заохочувалося носіння бурки.

### Заборона пересування
На жінок було накладено суворі обмеження щодо свободи пересування, роблячи його практично неможливим за відсутності чоловіка/родича, без яких жінка виявлялася практично під домашнім арештом. В інтерв'ю з афганкою Латифою, яку таліби жорстоко побили за самостійне пересування вулицею, вона сказала: «Мій батько був убитий в битві… у мене немає чоловіка, немає брата, немає сина. Як мені жити, якщо я не можу ходити сама?».
За твердженням члена гуманітарної організації Планета людей (Terre des hommes), після приходу до влади талібів у найбільшому притулку Кабула, Таскіа Маскан, весь жіночий персонал було звільнено, а близько 400 дівчат, що жили в притулку, було замкнено в ньому протягом року без можливості покинути стіни будівлі.
Основні обмеження пересування жінок були такими:
- Жінкам не дозволялося пересуватися на вулиці та у громадських місцях без супроводу чоловіка/родича.
- Жінкам не дозволялося водити автомобіль/мотоцикл/велосипед, навіть за супроводу чоловіка/родича.
- Жінкам не дозволялося брати таксі без супроводу чоловіка/родича.
- Жінкам і чоловікам не дозволялося разом їздити у громадському транспорті[12].

Такі обмеження менше вплинули на життя жінок у маленьких селищах, які, як правило, жили і працювали в межах свого будинку, території. Однак вони не могли подорожувати в сусідні селища.

### Заборона на працю
Таліби стверджували, що, працюючи, жінка може вступити у статевий контакт із співробітником в робочий час, що відповідно суперечить законам шаріату. 30 вересня 1996 року таліби оголосили, що жінки повинні бути відсторонені від будь-якого виду роботи за наймом. На той момент 25 % державних службовців були жінками, масове звільнення жінок згубно позначилося на економіці (особливо на послугах у сфері домогосподарства, в яких працювали переважно жінки), початковій освіті (абсолютна більшість вчителів були жінками). Тисячі освічених сімей втекли з Кабула в Пакистан після того, як таліби захопили місто 1996 року.
Верховний Лідер Талібів Мухаммед Омар запевнив цивільних службовиць і викладачок, що вони будуть як і раніше отримувати допомогу в сумі $5 на місяць, що виявилося лише обіцянкою. Представник талібів заявив: «Понад 30 000 жінок будуть отримувати допомогу, щоб, не ризикуючи собою, жити комфортно вдома; тобто, хто заявляє про утиски прав жінок, безпідставно намагаються нацькувати жінок Кабула на талібів».
Таліби вітали дотримання традиційних сімейних патріархальних цінностей, а також виділення коштів закята для допомоги жінкам, щоб «відучувати їх від роботи».
Єдина сфера роботи, де жінки могли залишитися — медицина (щоб лікувати пацієнток), однак на них накладався ряд серйозних обмежень. Багато жінок через статеву сегрегацію і повсюдну практику переслідування добровільно покинули робочі місця, інші продовжували працювати під страхом розправи. Тому таких лікарок дуже цінували, як єдиних, хто здатні надавати послуги жінкам, зокрема акушерські. У кабульській лікарні Муллалай після взяття міста талібами жіночий персонал скоротився з 200 осіб до 50. Після падіння режиму талібів жінки відчували гостру нестачу медичних послуг через фактичну відсутність кваліфікованих лікарок. Іншим винятком, коли жінки не підлягали звільненню, була їх зайнятість в гуманітарній організації; таліби пояснювали це тим, що вони мають гарну можливість надавати допомогу іншим безпорадним жінкам, одночасно проводячи пропаганду про корисність талібів.
Новий губернатор Кабула Герата Мулла Раззак постановив, що забороняє жінкам з'являтися в його кабінеті, зважаючи на їх «відволікаючий» характер.

### Обмеження освіти
Таліби заохочували освіту дівчаток виключно до 8 років. Представник талібів Маулві Лаламадін пояснив це тим, що ці заходи застосовуються для запобігання зайвого контакту з чоловіками і додаткової безпеки. Навчальна програма була замінена більш «ісламізованою», до якої входило спонукання школярів до скоєння джихаду в розумінні талібів.
Обмеження на отримання освіти дівчатками після 8 років негативно позначилося на системі освіти. Зокрема, в Кабулі від навчання було відлучено 106 256 дівчаток. 7793 вчительок було звільнено, внаслідок чого одразу 63 школи закрилися через гостру нестачу кадрів. Деякі вчительки продовжували викладати у «підпільних школах» у своїх будинках, навчаючи місцевих дітей або інших жінок. Однак у таких закладах навчалися на страх і ризик, оскільки виявлені жінки в кращому випадку могли потрапити до в'язниці, в гіршому випадку — могли бути повішені.

### Обмеження доступу до охорони здоров'я
До приходу до влади талібів у Афганістані чоловікам було дозволено лікувати жінок у лікарнях в особливих ситуаціях, однак після указу, що чоловікові заборонено торкатися тіла незнайомої жінки, і значного скорочення жіночого персоналу жінки стали відчувати гостру нестачу медичних послуг; стала повсюдною ситуація, в якій жінкам доводилося подорожувати на великі відстані, щоб отримати лікарські послуги.
В Кабулі існували неформальні жіночі клініки в будинках для обслуговування родини і сусідів, проте вони не могли надати потрібних медикаментів. Через це відсоток передчасних жіночих смертей різко збільшився. Якщо сім'я жінки володіла достатніми засобами, вона отримувала медичні послуги в Пакистані.
У жовтні 1996 року жінкам було заборонено відвідувати традиційні лазні хаммам, оскільки, на думку талібів, це суперечило ісламськими законами. Оскільки для багатьох жителів Афганістану лазня була єдиною можливістю повноцінного дотримання особистої гігієни, серед жінок дуже зріс відсоток інфекційних захворювань на тлі фактичної неможливості отримання медичної допомоги. Насрін Гросс, афгано-американська письменниця, 2001 року описала ситуацію так: «минуло вже 4 роки з того часу, як жінки не можуть молитися Богу, оскільки іслам забороняє жінці молитися під час місячних, поки вона не помиється». У червні 1998 року таліби заборонили жінкам відвідувати найбільші лікарні, залишивши їм лише спеціальні палати для жінок, наявні тільки в одному шпиталі в Кабулі, столиці Афганістану.

### Культурні обмеження
Таліби створили культурні обмеження для жінок. Будь-які зображення жінок у ЗМІ були заборонені, жінок не допускали до радіо і телебачення. Також усі словосполучення, які включали слово «жінка», замінювалися альтернативними. Жінкам заборонялося сміятися і розмовляти голосно, щоб жіночий голос не міг почути незнайомець. Жінкам було заборонено займатися спортом і входити в спортивні клуби.
Обмеження, накладені на жінок, а також гуманітарні наслідки, пов'язані з медициною і охороною здоров'я, вкрай негативно позначилися на психіці багатьох жінок. Опитування серед 160 жінок показало, що 97 % з них відчувають ті чи інші ознаки депресії. 71 % стверджували про фізичне зниження добробуту.

Латіфа, мешканка Кабула, писала:
Квартира нагадує в'язницю або лікарню. Тиша тисне на всіх нас. Ми не так багато розповідаємо одна одній про наші справи. Нездатні ділитися своїми емоціями, ми ув'язнені кожного дня в своєму власному страхові і сум'ятті. Оскільки ми всі в цій чорній ямі, немає сенсу повторювати знову і знову, що ми не можемо бачити ясно.
Після захоплення Афганістану 2021 року представники Талібану дозволили жінкам працювати телевізійними ведучими.

## Покарання та страти жінок

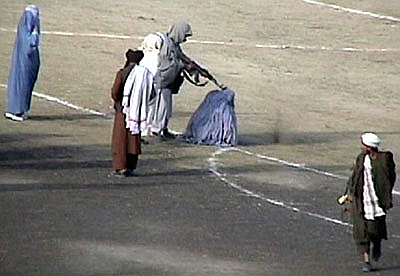
Публічна страта матері сімох дітей Зарміни, яку фіктивно звинуватили у вбивстві, на стадіоні Газі, Кабул 16 листопада 1999 року. Відео можна було побачити тут (зараз видалено)

Покарання проводилися публічно, переважно на стадіонах, міських площах або за допомогою вуличного побиття. Практично за всі «провини» карали з застосуванням сили. Відомі випадки:
- У жовтні 1996 року жінці відрізали великий палець за носіння лаку на нігтях[11].
- У грудні 1996 року по радіо оголосили про затримання внаслідок рейду 225 жінок за порушення дрес-коду. Суд виніс вирок побиття ніг жінок нагайкою[33].

- У травні 1997 року під час своїх досліджень гуманітарна організація CARE International зафіксувала випадки, коли члени релігійної поліції використовували електронну систему, щоб публічно ображати жінок, перед тим як напасти на них, б'ючи шкіряно-металевим батогом завдовжки 1,5 метра[9].
- 1999 року Зарміна, мати сімох дітей, була засуджена до смертної кари за те, що нібито вбила чоловіка на знак помсти за його образи та побиття[34][35]. Вирок було виконано на великому стадіоні на очах у 30 000 людей. Раніше Зарміну катували, однак вона відмовлялася зізнаватися у злочині (за наявними даними, фактичною винуватицею є її дочка)[36].
- Дізнавшись, що жінка тримала підпільну школу в своєму будинку, таліби влаштували масове побиття дітей, а жінку зіштовхнули зі сходів, зламавши їй ногу. Після цього, погрожуючи, що вб'ють всю її сім'ю, жінку змусили підписати декларацію про лояльність до Талібану і його дій[22].
- Афганська дівчинка, відома, як Бібі Айша, в 12 років була передана в сім'ю нового чоловіка за домовленістю (див. Дитячі шлюби), де зазнала багато насильства і у 18 років втекла, спробувавши повернутися назад у рідну сім'ю. Однак незадоволений батько здав дочку командиру талібів, щоб він показав наочний приклад — «що буде з дівчатами, якщо вони спробують втекти»[37]. Бібі Айші відрізали вуха і ніс і залишили її вмирати в горах, але вона вижила.
- Було безліч розстрілів жінок через те, що вони «підпільно працювали» (жінкам було заборонено працювати)[38].

Багато жінок публічно карали без участі талібів, самі ж таліби виступали проти того, щоб їхні члени брали участь у покаранні, пояснюючи це так: ми не можемо безпосередньо карати жінок за їх гріхи і тому покладаємо цю задачу на таксистів і продавців, які можуть успішно пригнічувати жінок, спонукаючи їх не забувати, хто є головним у патріархальному суспільстві.
Були випадки, коли чоловік міг отримати покарання через жінку:
- Таксист, який брав непокриту жінку або без супроводу махрама, підлягав арешту; також карали чоловіка жінки[9].
- Якщо жінка займалася наодинці пранням білизни біля річки, то її проводили негайно додому, а чоловіка/родича карали.
- Кравці, які наймали кравчинь, теж підлягали покаранню.

## Міжнародна реакція
Незважаючи на протести міжнародних організацій щодо нав'язування гендерних ролей, таліби в більшості випадків нехтували прохання розширення жіночих прав і надавали перевагу інтерпретації ісламського права, а кодекси ООН розглядали як інструмент західного імперіалізму.
- В листопаді 1995 року дитячий фонд ЮНІСЕФ на знак протесту проти обмежень для дівчат в отриманні освіти та розділення шкіл за статевою ознакою призупинив фінансування освіти в підконтрольних талібам регіонах[11].
- 1996 року організація Save the Children також відкликала підтримку, яка надавалася жінкам-доглядальницям, пояснюючи це ситуацією, коли вони фактично не мають можливості допомогти жінкам чим-небудь.
- Генеральний секретар ООН Бутрос Бутрос Галі висловив занепокоєння щодо нового соціального стану афганських жінок[39].
- 1999 року державна секретарка США Мадлен Олбрайт відкрито заявила: «Ми говоримо від імені всіх жінок і дівчаток Афганістану, яких переслідують… Це злочин, і ми всі відповідальні за те, щоб зупинити це»[40].